# Робчуки
Робчуки́ (рос. Робчуки) — присілок у складі Голишмановського міського округу Тюменської області, Росія.
Населення — 97 осіб (2010, 157 у 2002).
Національний склад станом на 2002 рік:
- росіяни — 95 %